# VW LT
Der VW LT ist ein Kleintransporter der Volkswagen AG (bis 1985: Volkswagenwerk AG), der von 1975 bis 2006 in Hannover in zwei Generationen produziert wurde. Die zweite Generation ab 1996 ist mit dem Mercedes-Benz Sprinter nahezu baugleich. Das Nachfolgemodell der LT-Reihe ab 2006 heißt Crafter und ist in der ersten Generation wieder eine Gemeinschaftsproduktion mit Mercedes-Benz.
Die Typenbezeichnung LT, die die Abkürzung für Lasten-Transporter darstellt, wird um eine zweistellige Zahl zur Angabe des zulässigen Gesamtgewichts ergänzt. So steht LT 28 für ein zulässiges Gesamtgewicht von 2,8 t bzw. LT 35 für 3,5 t zulässiges Gesamtgewicht.
Die LT-Serie deckt den Bereich von 2,8 t bis 5,6 t ab.

## LT – Generation 1

### Allgemeines
Anfang der 1970er Jahre bemühte sich Volkswagen um eine Kooperation mit der Daimler-Benz AG zum Bau eines gemeinsamen Nutzfahrzeuges, die aber nicht zustande kam. Der LT der ersten Generation wurde 1975 vorgestellt und sorgte durch sein ausgezeichnetes Verhältnis von Nutzfläche zur Verkehrsfläche sowie das sehr gute Fahrverhalten für Aufsehen. Durch die Frontlenker-Bauweise sitzt der Fahrer über der Vorderachse, der Motor ist längs zwischen Fahrer und Beifahrer positioniert.

### Motoren
Bei der Einführung standen zwei wassergekühlte Vierzylindermotoren zur Verfügung, der VW EA831 mit 2,0 Litern Hubraum und 55 kW (75 PS), der vom Audi 100 abstammte und auch in leistungsgesteigerter Ausführung als Einspritzmotor mit 92 kW (125 PS) im Porsche 924 Verwendung fand. Im Angebot gab es ebenfalls den 2,7-Liter-Dieselmotor 4.165 (basierend auf dem Typ 4.154) des britischen Herstellers Perkins Engines mit 48 kW (65 PS), der jedoch hinsichtlich Leistung und Laufkultur nicht überzeugen konnte und folgerichtig eine Eigenentwicklung notwendig machte. Somit kam bereits 1979 der erste Reihensechszylinder-Dieselmotor mit 2,4 Litern Hubraum zum Einsatz, der 55 kW (75 PS) leistete. Auf diesen Motor wurde auch der schwedische Fahrzeughersteller Volvo aufmerksam und verwendete ihn, mit einer erhöhten Leistung von 63 kW (85 PS), im Volvo 240 D6, dem ersten Pkw mit Sechszylinder-Dieselmotor. Später folgten noch andere Modellreihen. Dem Wunsch nach mehr Motorleistung konnte Volkswagen ab 1983 entsprechen, als zwei Turbodieselvarianten des 2,4-Liter-Sechszylinder angeboten wurden. Sie leisteten 66 kW (90 PS) bzw. 75 kW (102 PS). Nockenwelle und Kühlmittelpumpe werden beim Sechszylindermotor über Zahnriemen angetrieben. Der Diesel hat zusätzlich für den Antrieb der Verteilereinspritzpumpe einen kleinen Zahnriemen an der Rückseite des Zylinderkopfes. In diesem Zusammenhang wurde der Motor etwa 10 cm nach hinten verschoben und stärker geneigt angeordnet, so dass es möglich war, auf der Beifahrerseite eine Doppelsitzbank zu montieren. Die Dieselversionen wurden jetzt mit einem Kaltstartbeschleunigerzug ausgestattet. Bei dessen Betätigung wird der Förderbeginn der Einspritzpumpe nach „früh“ verstellt, das Starten somit erleichtert und die Neigung zum Blaurauchen reduziert.
1983 entfiel der 2,0-Liter-Vierzylinder-Reihen-Ottomotor (stehend, hohe Motorabdeckung aus Blech) und es wurde ein Sechszylinder-Reihen-Ottomotor (schräg nach rechts geneigt, flache Motorabdeckung aus Kunststoff) mit 2,4 Liter Hubraum und Vergaser eingeführt, die Leistung betrug 66 kW (90 PS). Im Zuge der Katalysatoreinführung (Katalysator nach US-Norm) wurde eine Digifant-Saugrohreinspritzung auf den Motor angepasst, mit der der 2,4-Liter-Otto-Motor nun 69 kW (94 PS) leistete. Beide Sechszylindermotoren sind konstruktiv um zwei Zylinder verlängerte Versionen des Volkswagen 1,6-Liter-Vierzylinder-Motors (ein Ableger des EA 827), es wurde allerdings wie bei den späteren Versionen des EA 827 der Wasserpumpenantrieb per Zahnriemen „vorweggenommen“.
Im Jahr 1993 wurden mit der Modellpflege noch einmal überarbeitete Dieselmotoren eingesetzt, unter anderem mit Ladeluftkühlung und 70 kW (95 PS).

### Technische Daten
| Motor                               | Kennbuchstabe | Bauform | Hubraum  | Gemischaufbereitung                                             | Leistung kW / (PS) | Bauzeit     |
| ----------------------------------- | ------------- | ------- | -------- | --------------------------------------------------------------- | ------------------ | ----------- |
|                                     |               |         |          |                                                                 |                    |             |
| Ottomotoren:                        |               |         |          |                                                                 |                    |             |
| 2.0                                 | CL            | R4      | 1984 cm³ | Vergaser                                                        | 52 kW (71 PS)      | 05/76–11/82 |
| 2.0                                 | CH            | R4      | 1984 cm³ | Vergaser                                                        | 55 kW (75 PS)      | 04/75–11/82 |
| 2,4                                 | DL            | R6      | 2383 cm³ | Vergaser                                                        | 66 kW (90 PS)      | 08/82–07/92 |
| 2,4                                 | 1E            | R6      | 2383 cm³ | Saugrohreinspritzung mit Katalysator                            | 69 kW (94 PS)      | 08/88–12/95 |
|                                     |               |         |          |                                                                 |                    |             |
| Dieselmotoren:                      |               |         |          |                                                                 |                    |             |
| 2,8 Perkins-Diesel (4.165)          | CG            | R4      | 2702 cm³ | Vorkammereinspritzung                                           | 48 kW (65 PS)      | 01/76–11/82 |
| 2,4 D                               | CP            | R6      | 2383 cm³ | Wirbelkammereinspritzung                                        | 55 kW (75 PS)      | 08/78–11/82 |
| 2,4 D                               | DW            | R6      | 2383 cm³ | Wirbelkammereinspritzung                                        | 55 kW (75 PS)      | 12/82–07/92 |
| 2.4 D                               | 1S            | R6      | 2383 cm³ | Wirbelkammereinspritzung                                        | 51 kW (69 PS)      | 08/88–07/92 |
| 2.4 D                               | ACT           | R6      | 2383 cm³ | Wirbelkammereinspritzung                                        | 51 kW (69 PS)      | 08/92–12/95 |
| 2.4 Turbodiesel                     | 1G            | R6      | 2383 cm³ | Wirbelkammereinspritzung mit Turboaufladung                     | 68 kW (92 PS)      | 08/88–07/89 |
| 2,4 Turbodiesel                     | DV            | R6      | 2383 cm³ | Wirbelkammereinspritzung mit Turboaufladung                     | 75 kW (102 PS)     | 12/82–07/92 |
| 2.4 Turbodiesel mit Ladeluftkühlung | ACL           | R6      | 2383 cm³ | Wirbelkammereinspritzung mit Turboaufladung und Ladeluftkühlung | 70 kW (95 PS)      | 08/91–12/95 |

### Versionen
Beim LT waren bei der Markteinführung zwei Radstände (2500 mm und 2950 mm) und zwei Dachhöhen erhältlich, als Wohnmobil gab es den LT als Sondermodell, z. B. Westfalia Sven Hedin / VW Florida, das mit dem speziellen Hochdach zwei zusätzliche Schlafplätze bot. Das zweite volumenstarke Wohnmobil auf LT war der Alkovenausbau von Karmann-Mobil (zuletzt als Distance Wide vermarktet). Später kam noch eine verlängerte Version der Pritsche mit 3650 mm dazu. Der LT war sowohl als Kombi mit bis zu 14 Sitzen, als Kastenwagen, als Wohnmobil und als Pritsche oder Fahrgestell mit einfachem Fahrerhaus als auch als Doppelkabine lieferbar. Das Fahrerhaus des LT wurde auch für die G-Baureihe von MAN verwendet. 1992 erfolgte eine weitere Modellpflege mit neuem Kühlergrill, geänderten Stoßfängern und Kunststoffblenden um die rechteckigen Scheinwerfer. Der LT wurde ebenso im Rettungsdienst oder von Feuerwehren eingesetzt, hierzu wurde er von entsprechenden Firmen aus- und umgebaut. So wurden die Modelle LT 28, 31 und 35 von den Feuerwehren häufig als Tragkraftspritzen-Fahrzeugen (TSF) eingesetzt und sind teilweise noch heute in kleinen Dorffeuerwehren im Einsatz.

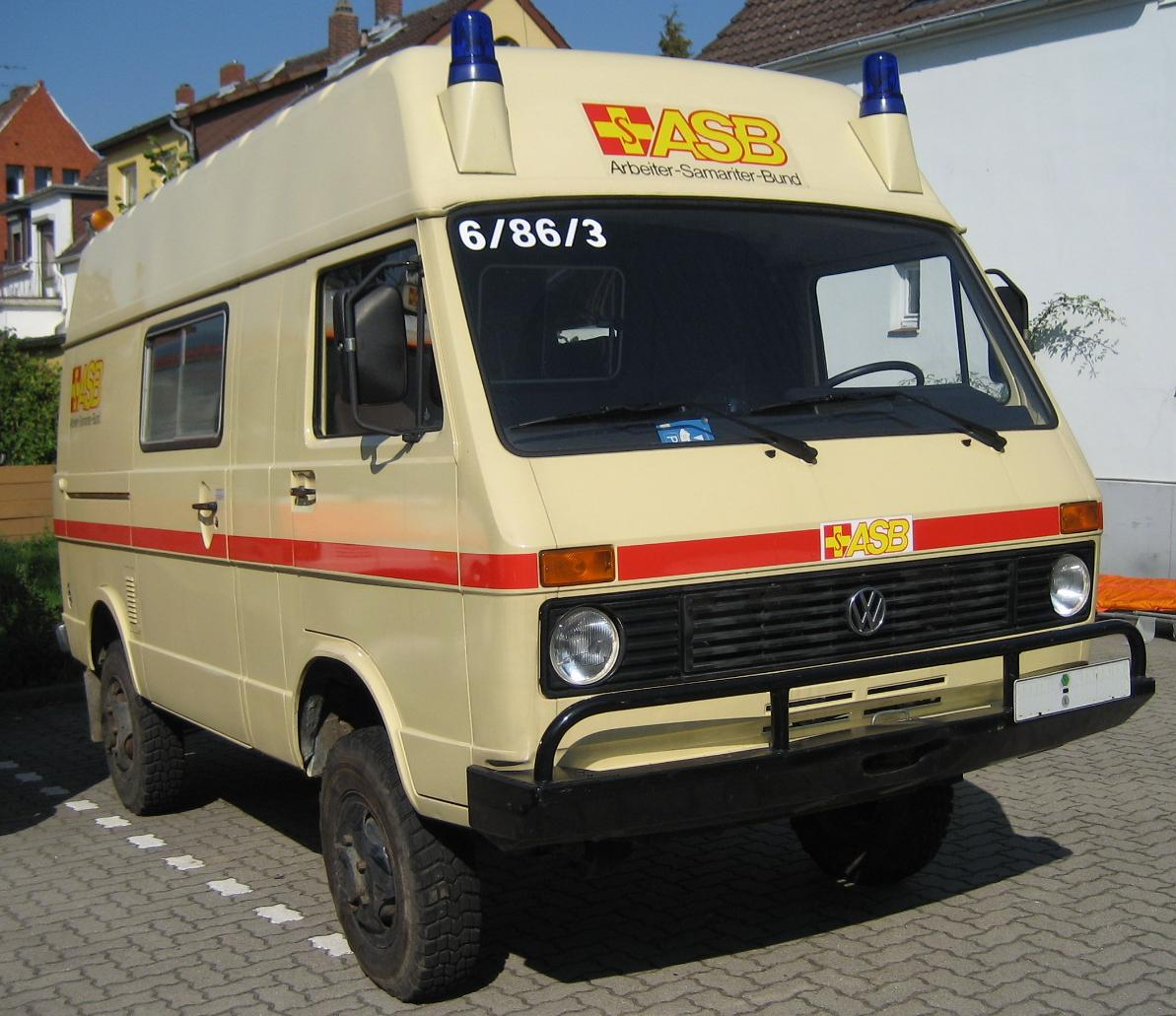
VW LT 4×4 Sülzer
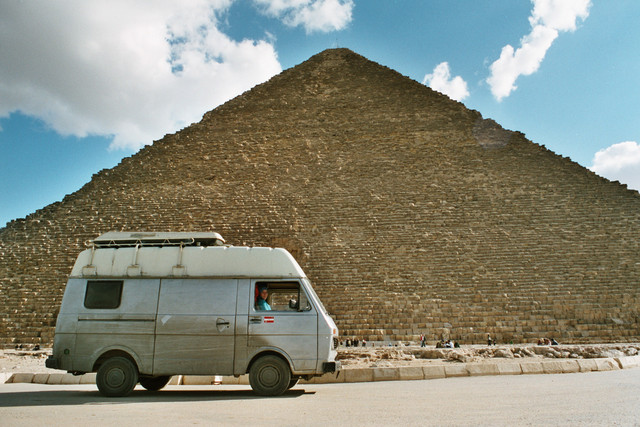
VW LT 31, Bj. 1979, 2-Liter-Ottomotor
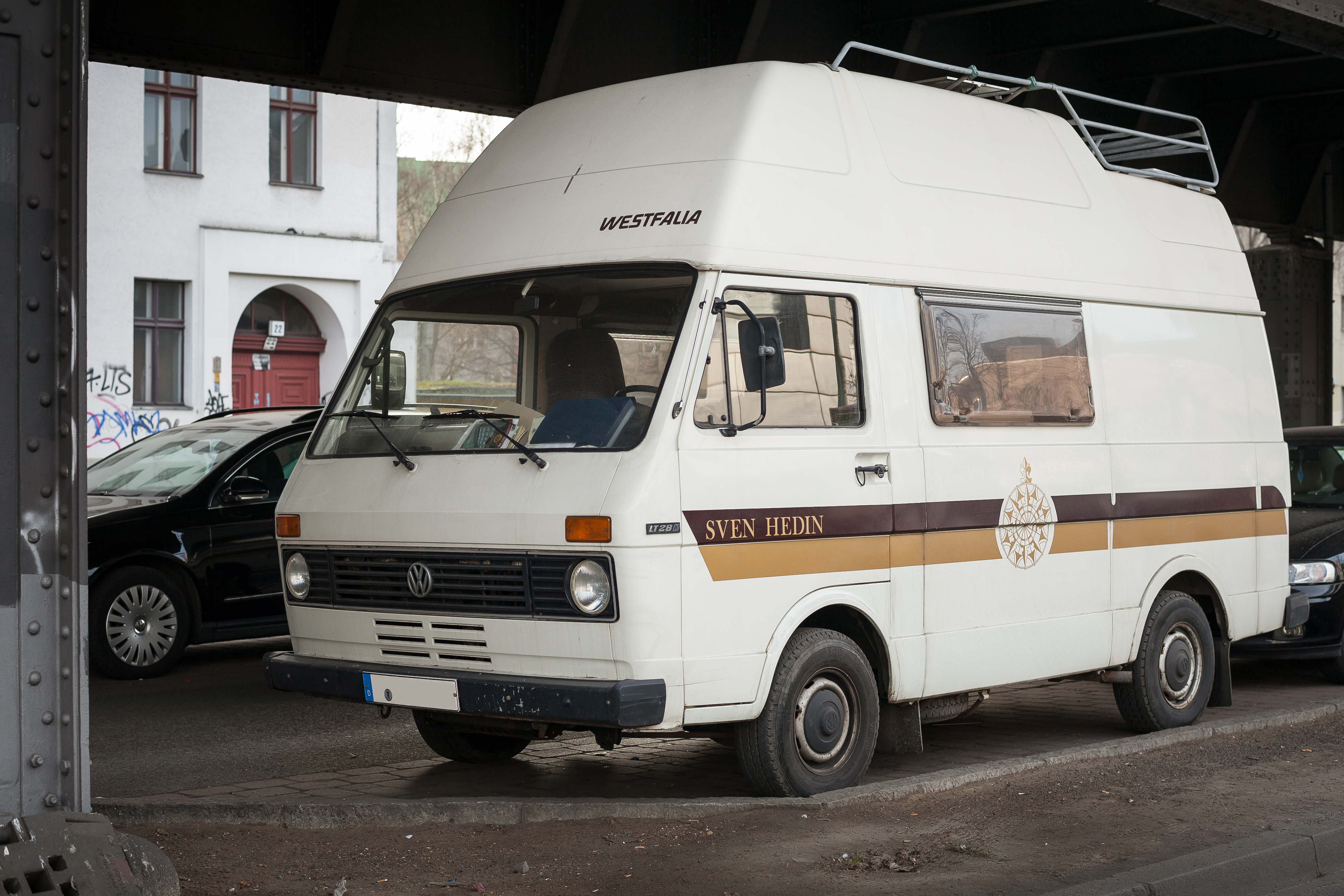
VW LT 28, Ursprungsausführung, Wohnmobil von Westfalia (Sven Hedin)
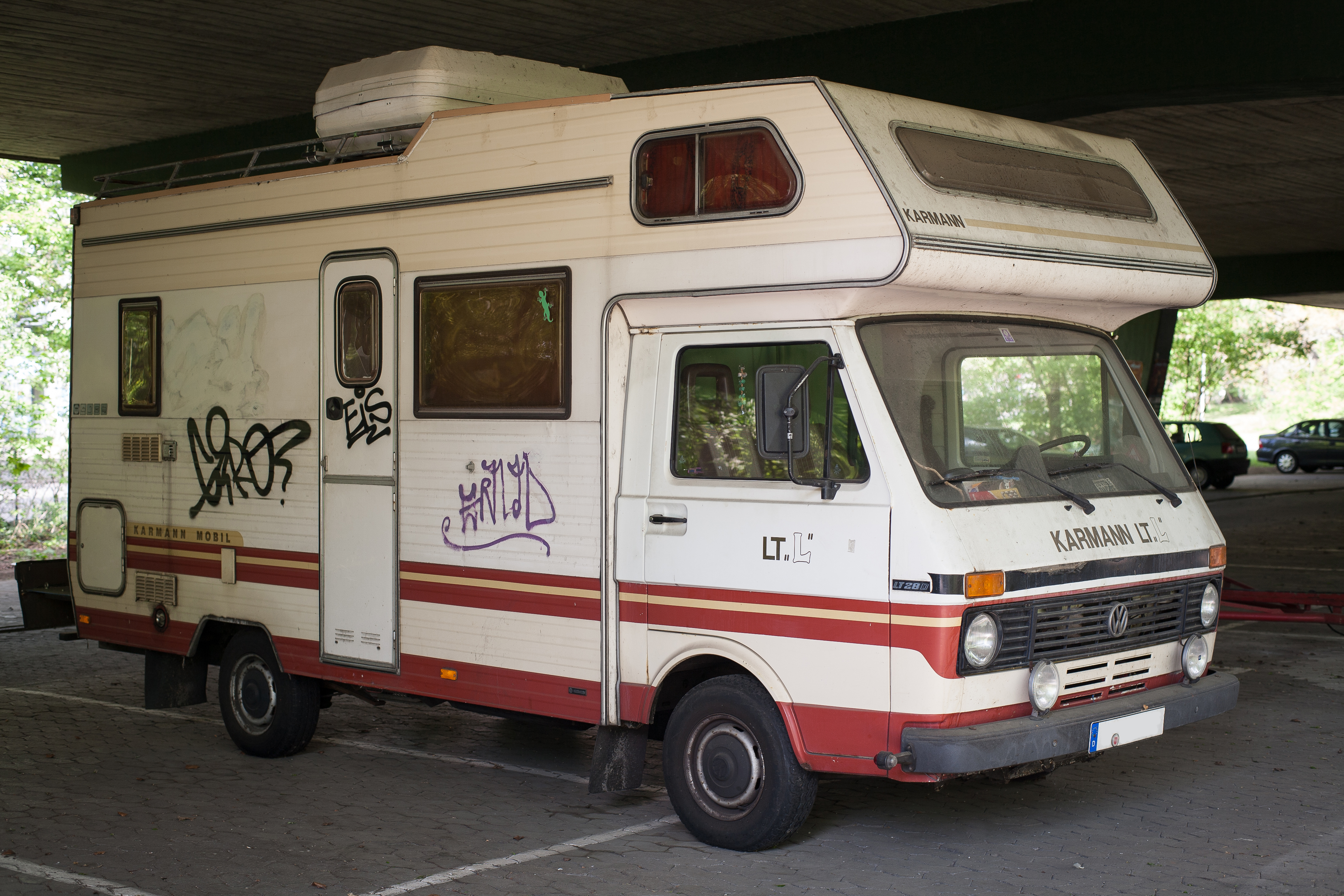
VW LT 28, Ursprungsausführung, Wohnmobil von Karmann-Mobil
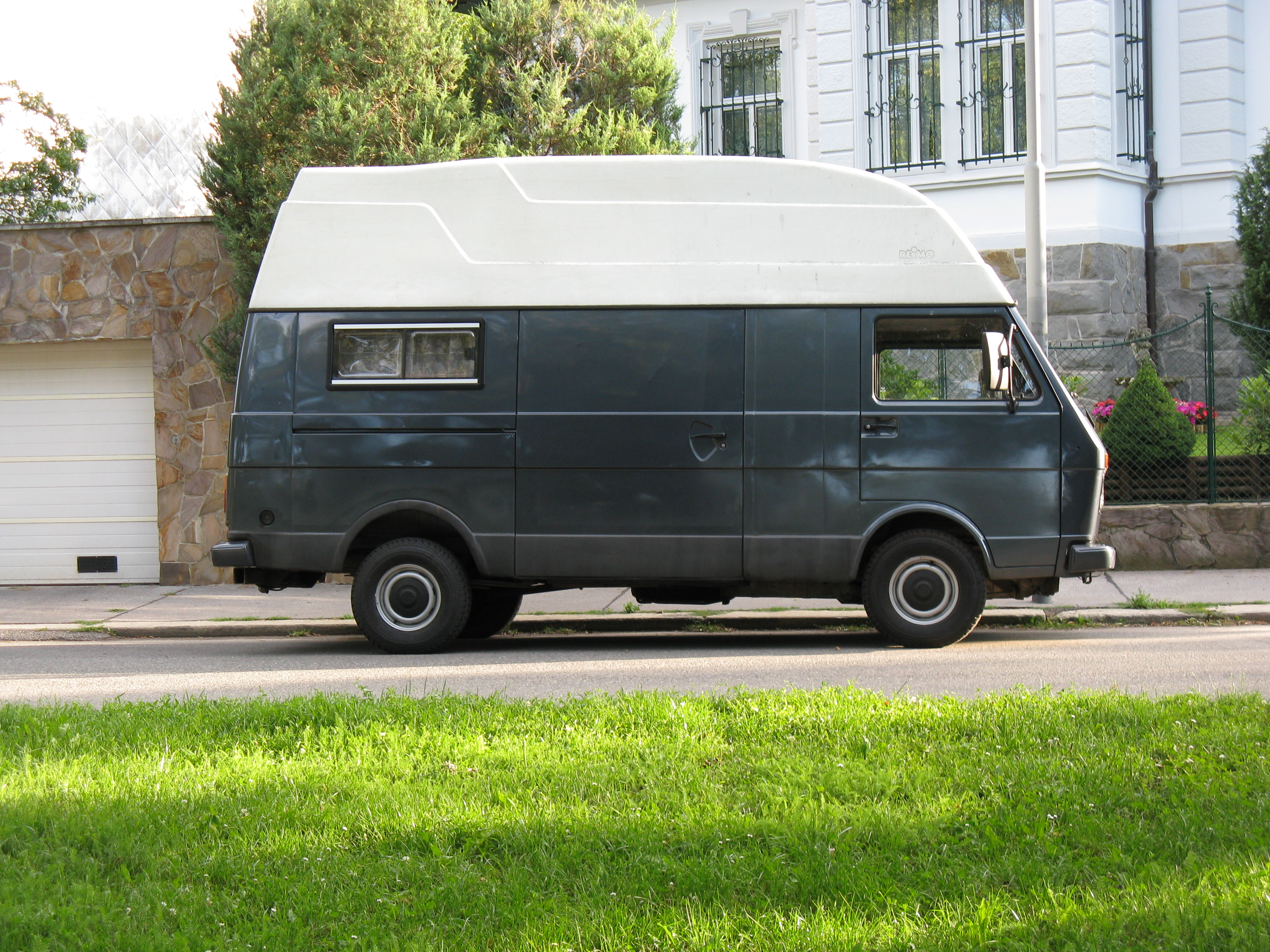
VW LT 35, Bj. 1989, Facelift, lang, Wohnmobil, Extra-Hochdach
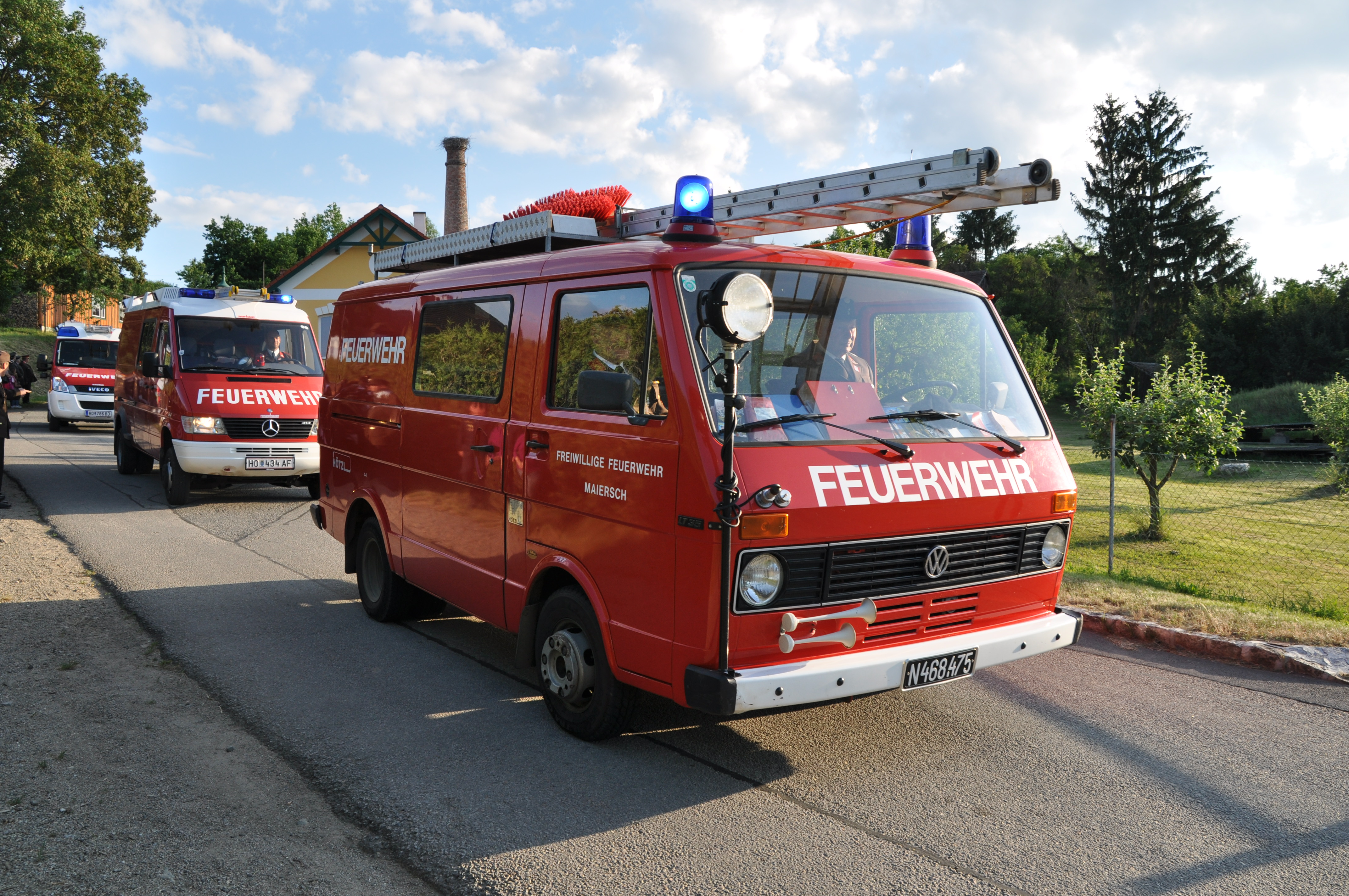
VW LT als Kleinlöschfahrzeug (KLF)

### Fahrwerk
Der LT hatte bei Markteinführung eine Vorderachse mit Einzelradaufhängung mit doppelten Dreieckslenkern und Schraubenfedern. Mit der großen Breite des Fahrzeugs ergab sich ein ausgezeichnetes Fahrverhalten für einen Leicht-Lkw. Diese Vorderachse wurde bis zum Ende für die Modelle LT 28, LT 31 und LT 35 beibehalten. Um dem Kundenwunsch nach höherer Zuladung nachzukommen, wurde ab 1979 auch eine starre Vorderachse mit zwei längs liegenden Blattfedern für den LT 35 als Sonderausstattung angeboten. Gleichzeitig wurden die Modelle LT 40 und LT 45 eingeführt, bei denen diese Vorderachse serienmäßig verwendet wurde, wie auch bei den später noch eingeführten LT 50 und LT 55. Die Hinterachse war grundsätzlich als Starrachse mit Längsblattfedern ausgeführt, teilweise ergänzt um einen Panhardstab. Durch die schrägliegende Federung sollte auch bei höheren Geschwindigkeiten oder schlechter Fahrbahn ein Trampeln der Hinterachse vermieden werden und sich die Lenkung neutral verhalten. An der Vorderachse wurden Scheibenbremsen, an der Hinterachse Trommelbremsen verwendet. Die Bremsen waren mit zwei Kreisen hydraulisch betätigt und mit einem Bremskraftregler an der Hinterachse versehen. Als Lenkgetriebe kam die aus dem Typ 2 bekannte Kugelumlauflenkung zum Einsatz, am Anfang noch ohne Servo.
Dies wurde mit der ersten großen Modellpflege 1983 eingeführt. Die Hinterachse ist eine Starrachse mit zwei längs liegenden Blattfedern und Einrohr-Stoßdämpfern. Zusätzlich befindet sich dort der lastabhängige Bremskraftregler, der den Bremsdruck zur Hinterachse abhängig vom Beladungszustand reguliert. Der Achsantrieb konnte in verschiedenen Übersetzungsverhältnissen geliefert werden. Die Baureihen LT 28, LT 31 und LT 35 waren an der Hinterachse mit Einfachbereifung versehen. Ab Version LT 40 und für den LT 35 als Mehrausstattung wurde eine Zwillingsbereifung vorgesehen. Die Standardversionen waren mit 14-Zoll-Rädern ausgerüstet.

### Allradantrieb (LT 4×4)
Eine Baureihe für sich bildet der LT 4×4, der mit guten Fahreigenschaften im Gelände aufwartete. Dem serienmäßigen Schaltgetriebe war ein untersetzbares Verteilergetriebe nachgeschaltet, das die Kraft des Motors im Verhältnis 1:1 auf Hinter- und die zuschaltbare Vorderachse übertrug. Beim Fahren mit der Untersetzung des Verteilergetriebes und wahlweise gesperrten Differentialen schaffte der mit Motoren von 55 kW (75 PS) bis 80 kW (109 PS) bestückte LT Steigungen von 45°. Den LT 4×4 gab es als LT 40 und LT 45 in allen Ausführungen, die für den 4×2 auch erhältlich waren, allerdings nur mit dem mittleren Radstand (2950 mm). Den Vorläufer für den VW LT 4×4 bildete dabei der von Sülzer Fahrzeugbau aus Augsburg entwickelte Sülzer LT 4×4. Außerdem wurde bei Steyr Daimler Puch in Österreich ein Fahrzeug auf LT-Basis mit dem Namen Noriker gebaut, das aber nicht in Serie ging.

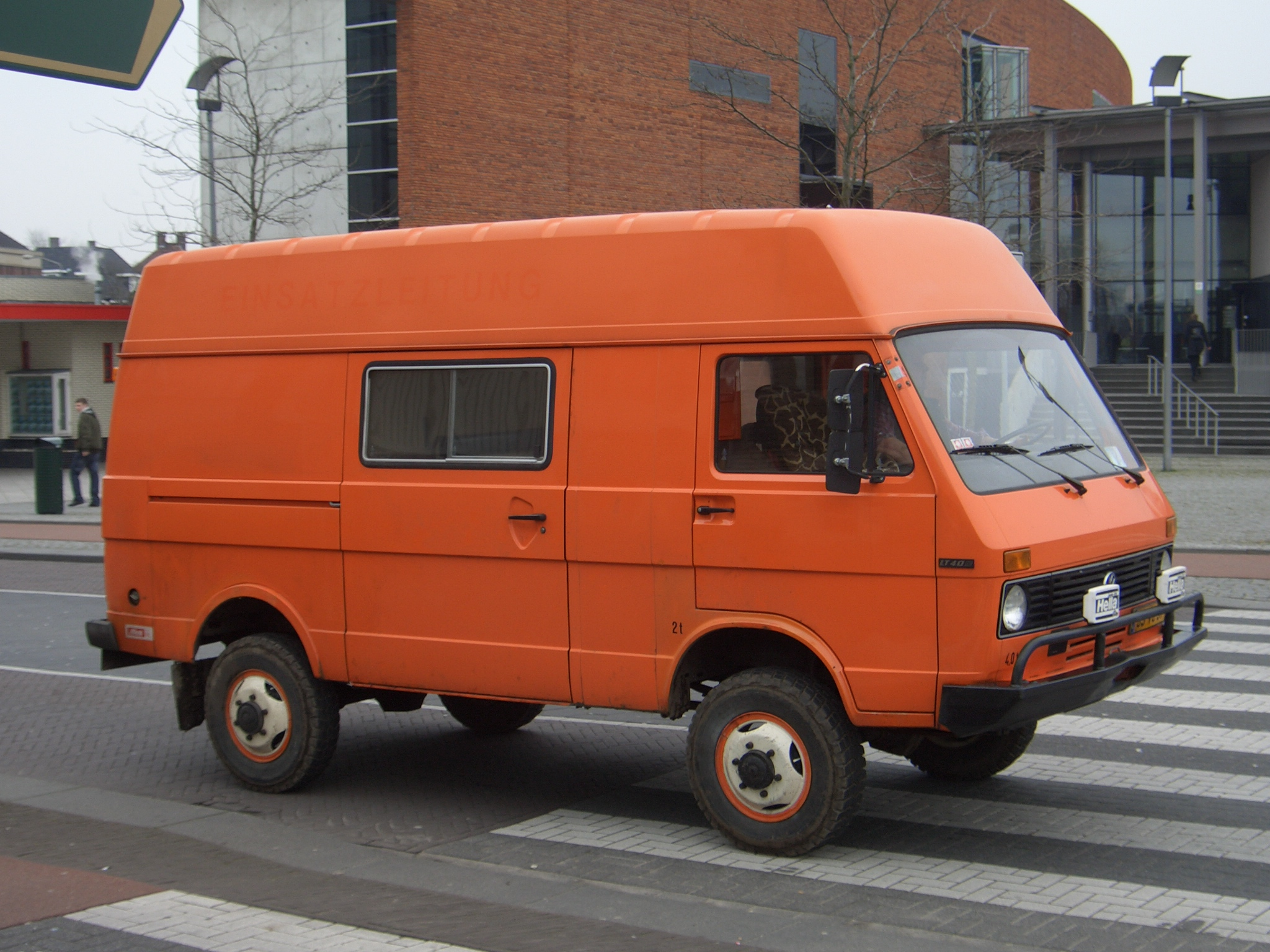
VW LT 4×4 Sülzer
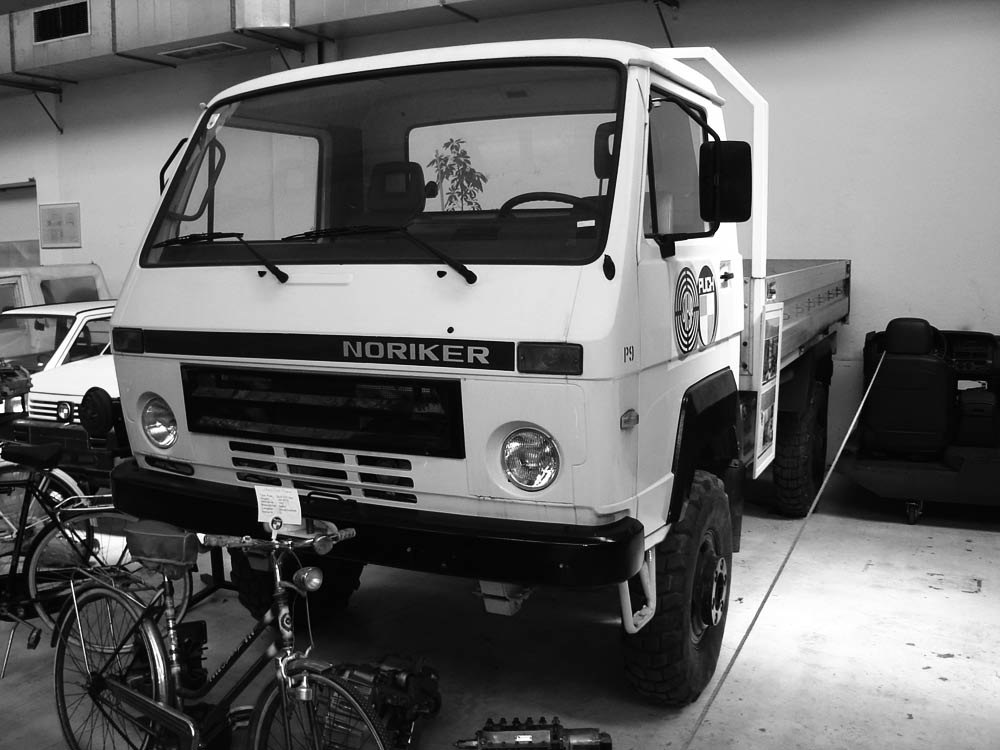
Der Grazer Noriker auf VW-Basis
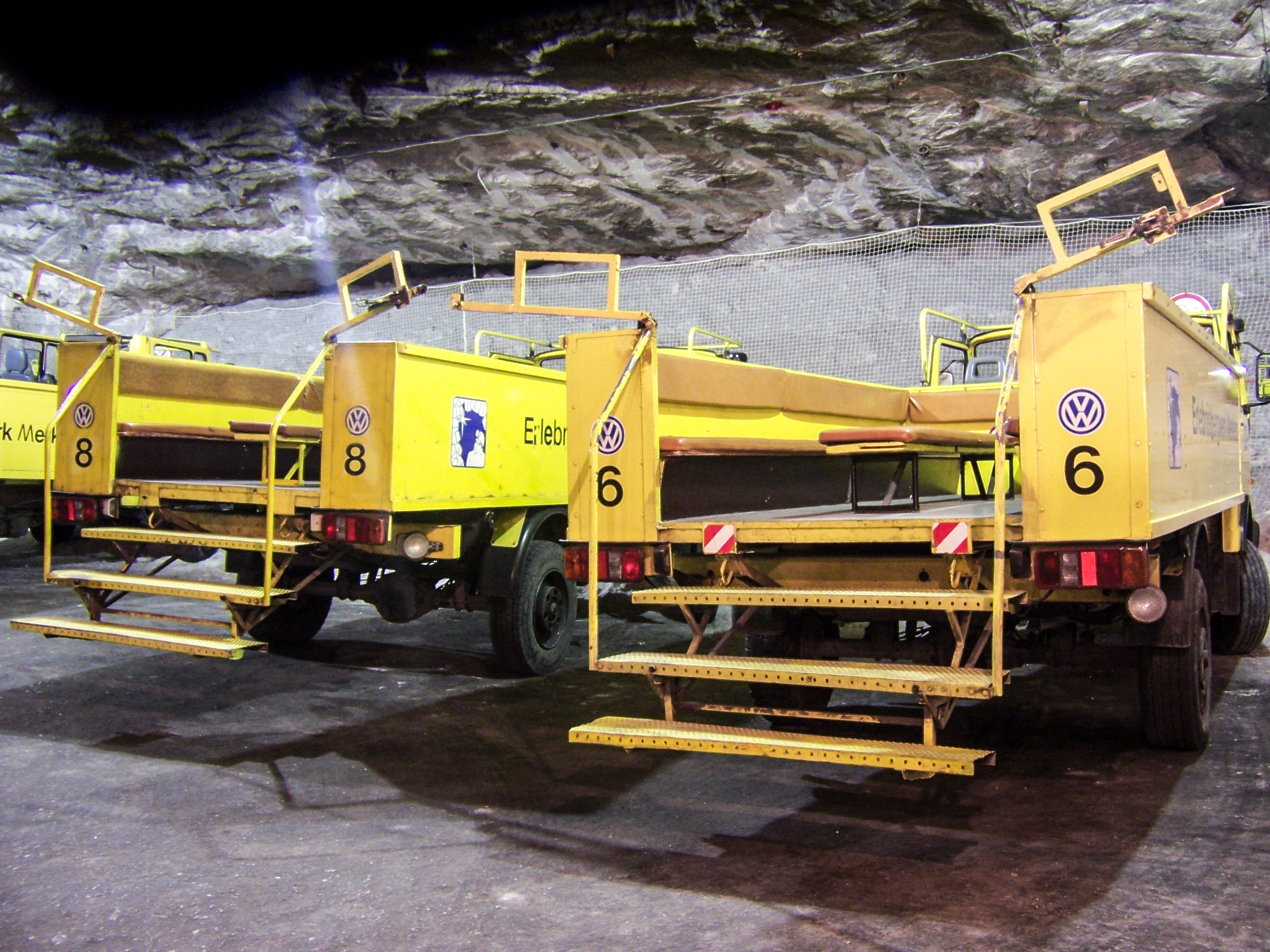
LT 45 4×4 als Mannschaftstransporter

### Facelifts
1985 wurden die runden Scheinwerfer durch rechteckige ersetzt und weitere kleine kosmetische Änderungen vorgenommen. Im Frühling 1993 gab es nochmals eine moderate Änderung. Seitdem wurden die Frontelemente durch graue Kunststoffblenden eingefasst.

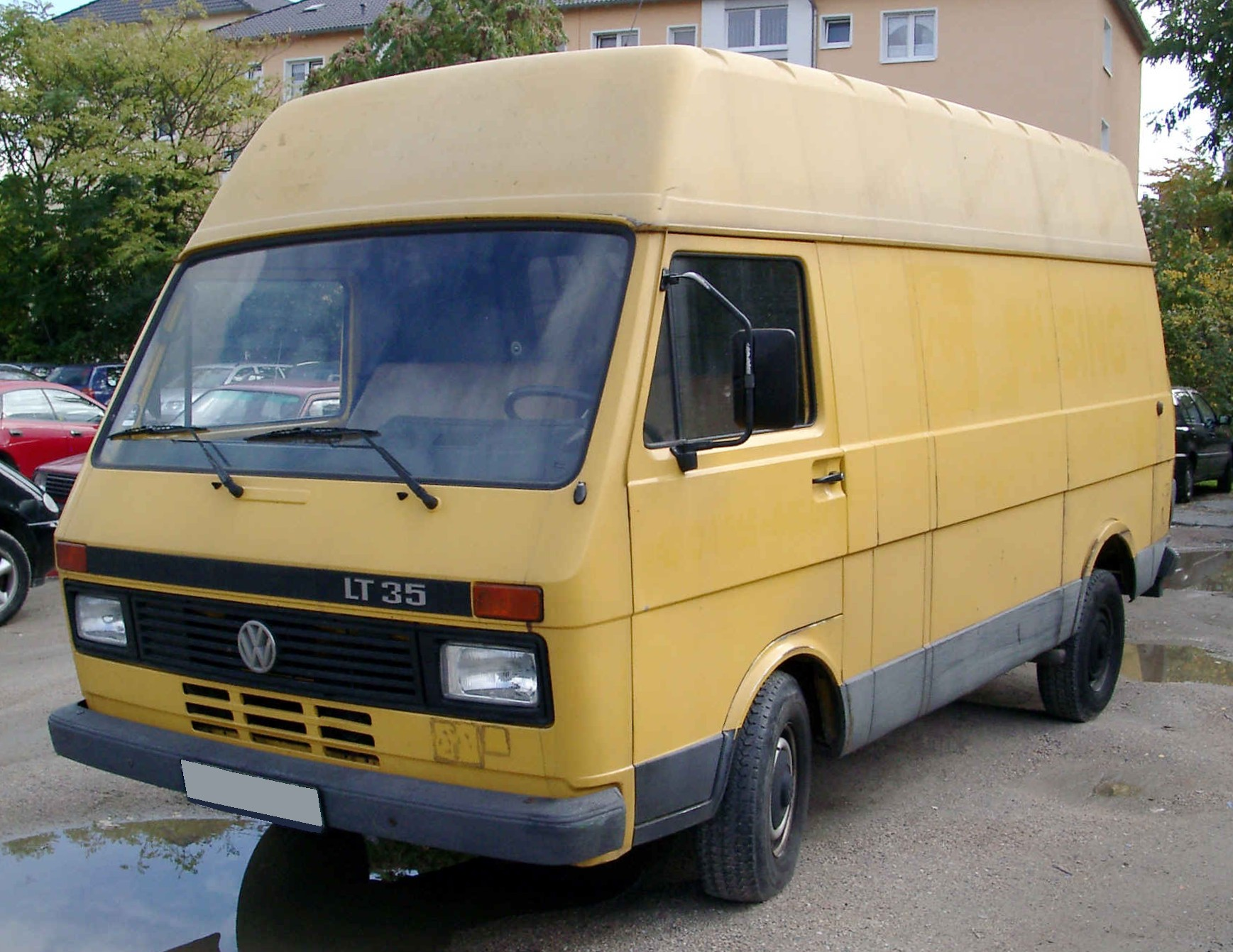
Nach dem Facelift 1986 mit rechteckigen Scheinwerfern
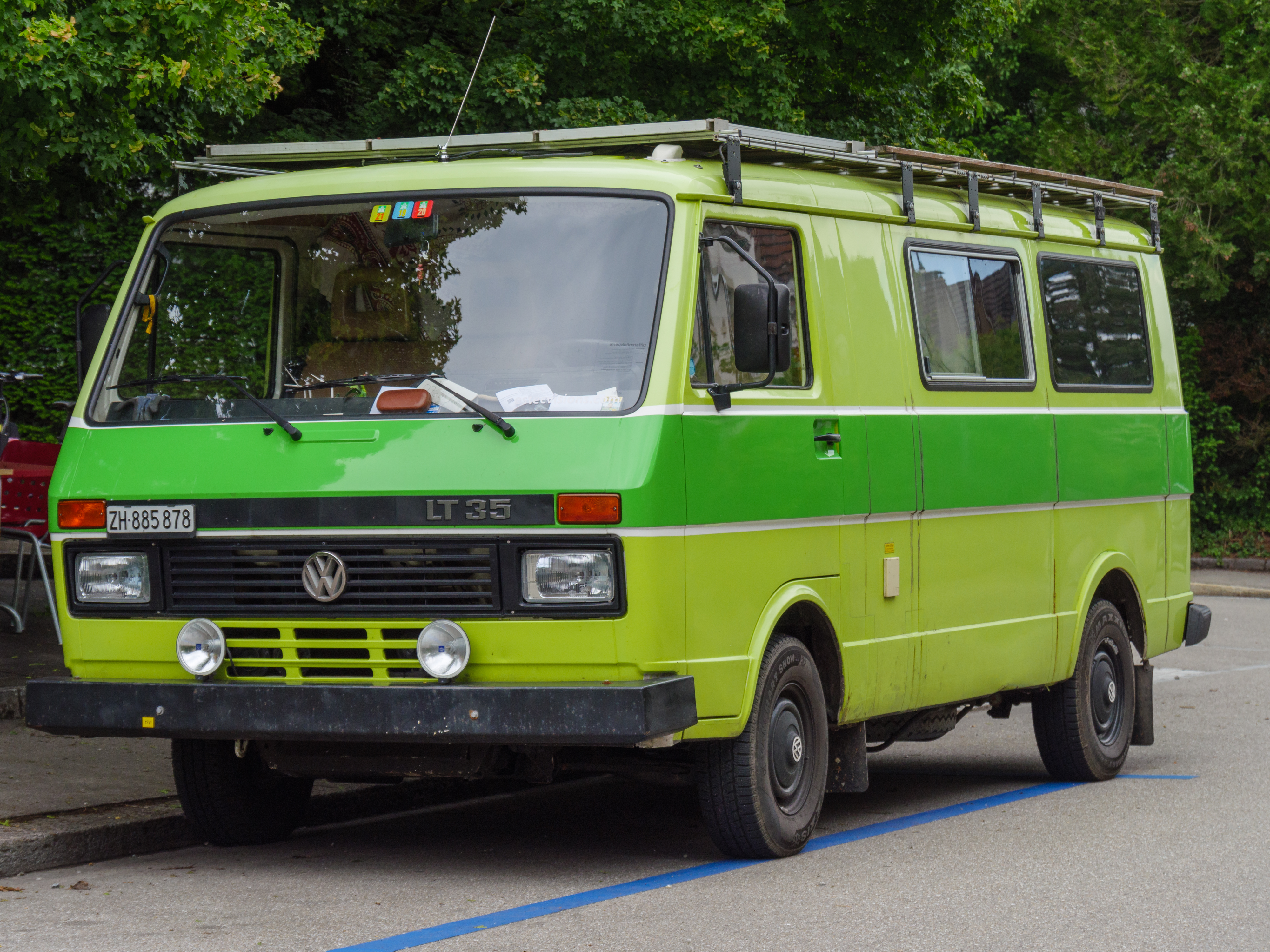
Volkswagen LT 35 Bus
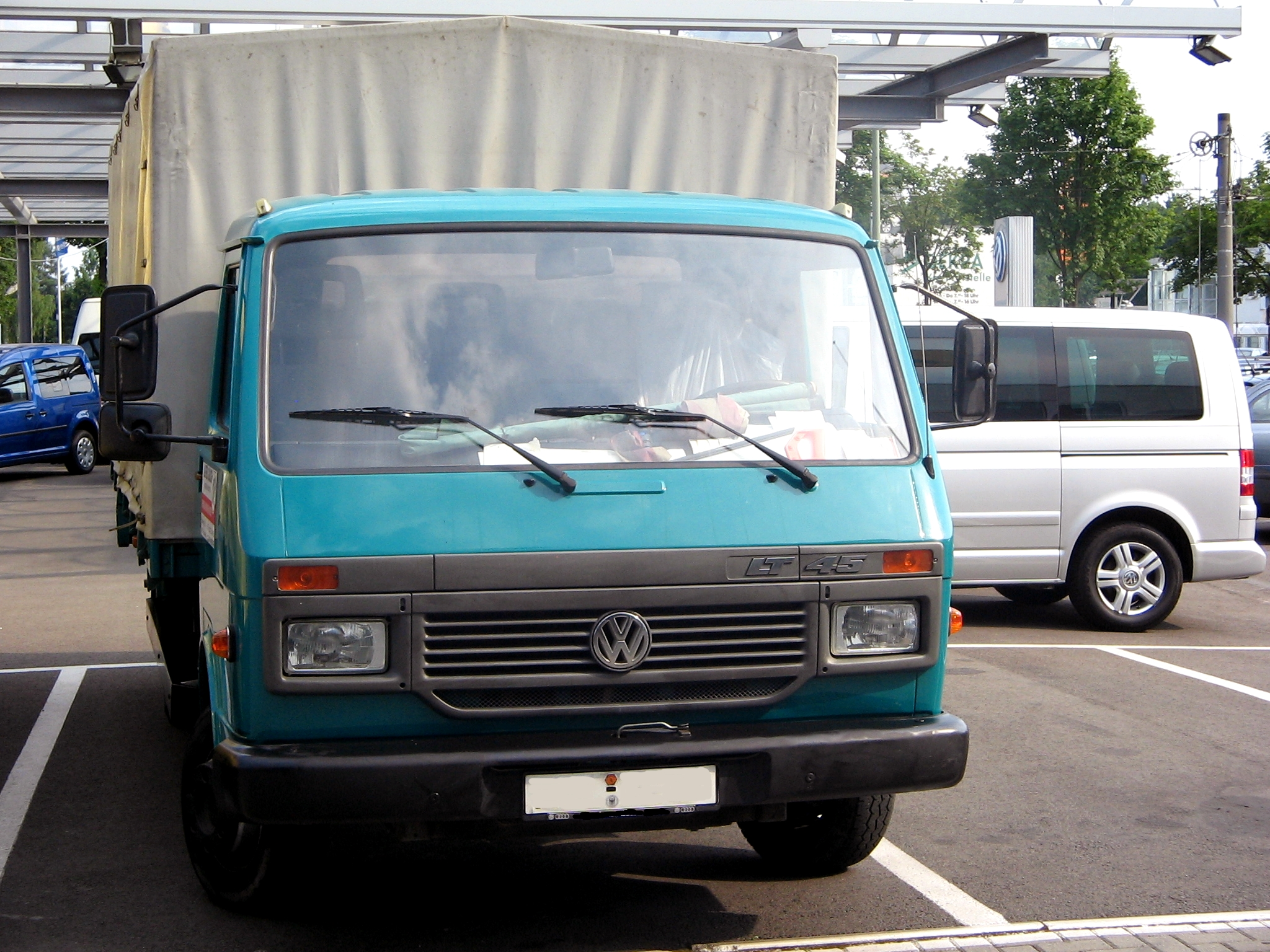
Nach dem Facelift 1993 mit Kunststoffgrill

## MAN-VW Lkw G90
Auf Basis der ersten Generation des LT wurde in Kooperation mit der MAN der G 90 entwickelt. Das Modell erschien 1979 zunächst mit zulässigen Gesamtgewichten zwischen 6 und 9 t, ab 1981 auch 10 t, zur Wahl standen zwei Dieselmotoren mit 66 kW (90 PS) und 100 kW (136 PS). Motoren, Chassis und Vorderachsen steuerte MAN bei, während das von der ersten Generation des LT abgeleitete Fahrerhaus, Getriebe und Hinterachsen von VW stammten. Die Front der Fahrzeuge wurde von den Logos beider Firmen geziert. Die einzige größere Überarbeitung erfolgte 1987, die Motorleistungen stiegen auf 74 kW (100 PS) bzw. 110 kW (150 PS), die zuvor runden Scheinwerfer neben dem Kühlergrill wurden durch eckige in der Stoßstange ersetzt. Der G 90 wurde auch von Volkswagen Caminhões e Ônibus in Brasilien unter anderen Bezeichnungen für den südamerikanischen Markt gebaut. In Nordamerika vermarktete Kenworth das Modell als Kenworth K300. 1993 endete die Produktion der VW- und MAN-Modelle in Europa ohne ein Nachfolgemodell. In Südamerika endete die Produktion 1994, und 1995 folgte der VW L80, der modernisiert bis heute als VW Delivery und dem davon abgeleiteten VW Worker produziert wird.

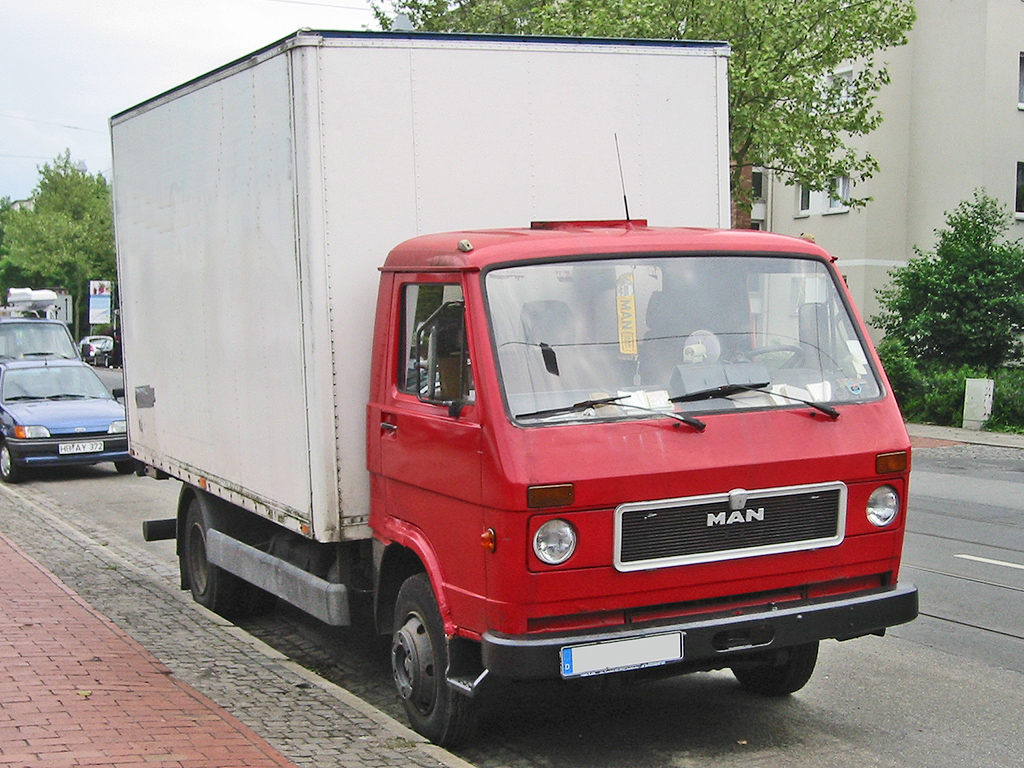
G90 (ursprüngliche Ausführung, 1979–1987)
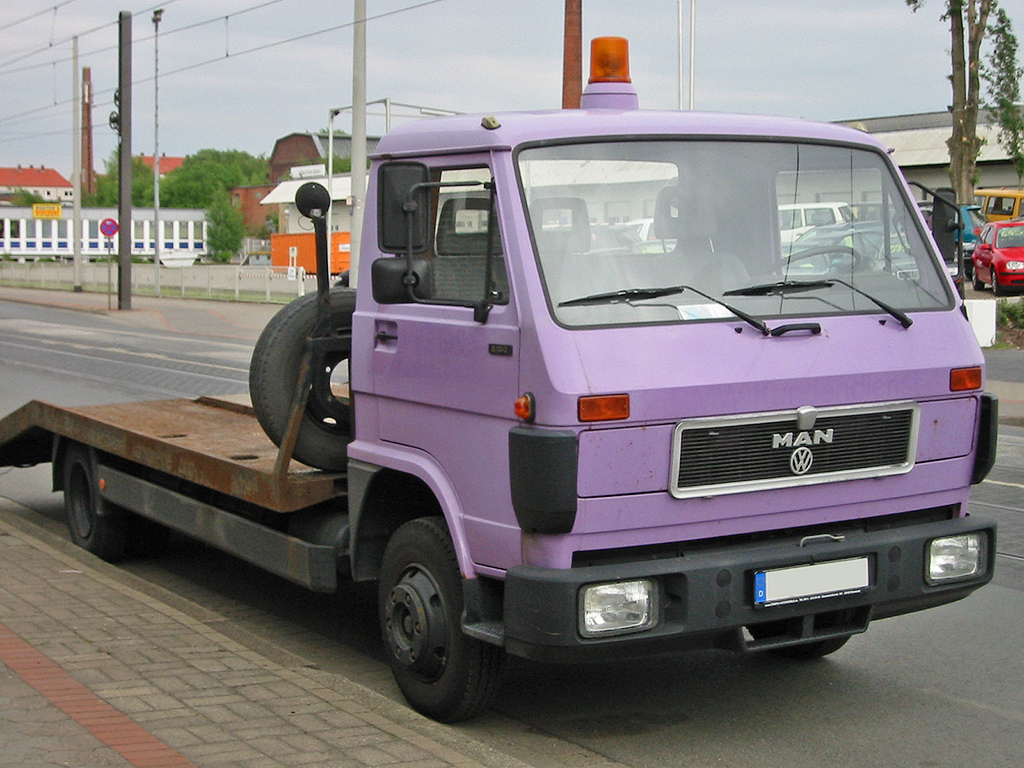
G90 (nach Facelift, 1987–1993)

## LT – Generation 2
Die zweite Generation des LT erschien 1996 und war mit dem Mercedes-Benz Sprinter nahezu baugleich. Sie wurde gemeinsam von Daimler-Benz und Volkswagen völlig neu entwickelt (Eurofahrgestell). Die LT wurden komplett bei Volkswagen Nutzfahrzeuge im Werk Hannover gefertigt, die Sprinter bei Daimler-Benz in Düsseldorf. Bei der Karosserie kamen abweichend zum Vorgänger kraftschlüssig verklebte Windschutz- und Heckscheiben sowie Lacke auf Wasserbasis zum Einsatz. Als Zusatzausstattung konnten eine mechanische Differentialsperre, Klimaanlage, Luftzusatzheizung sowie Fahrer- und Beifahrer-Airbag geordert werden.

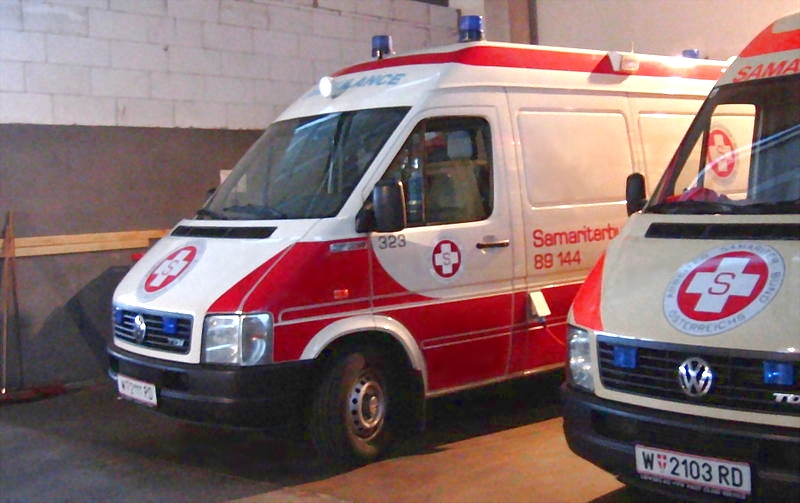
VW LT TDI Rettungswagen der 2. Generation
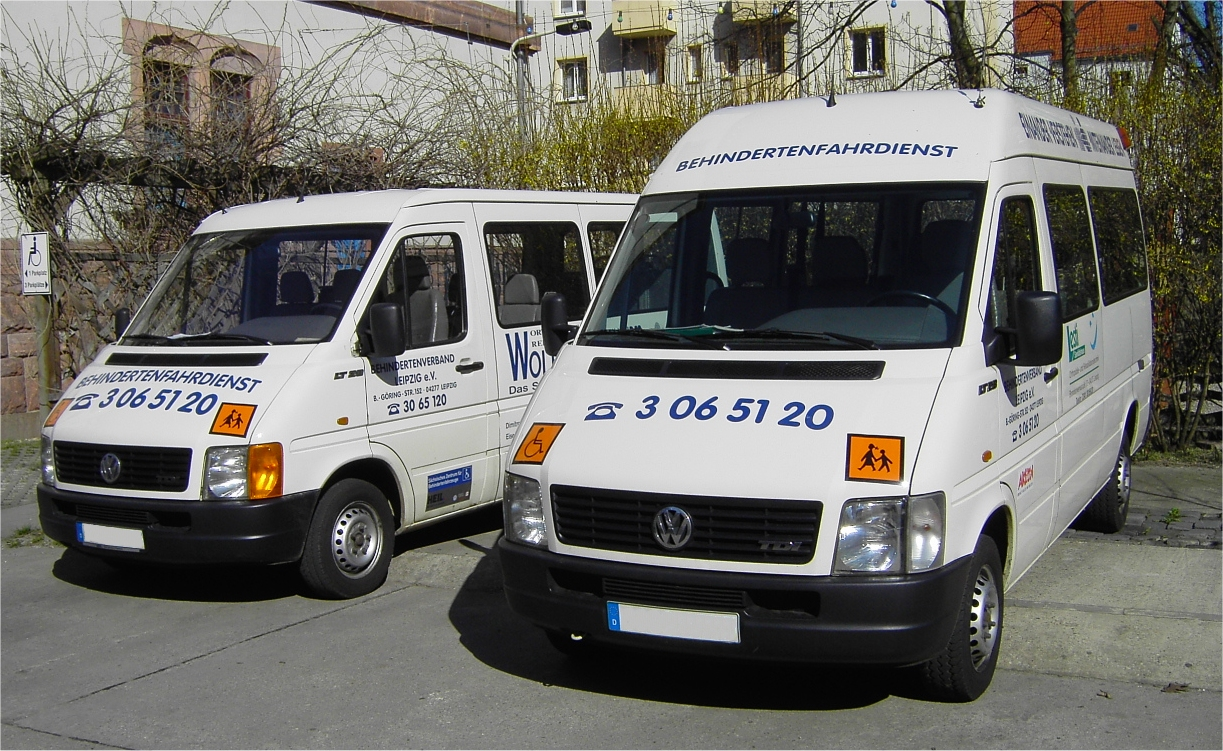
Zwei LT 28 der 2. Generation
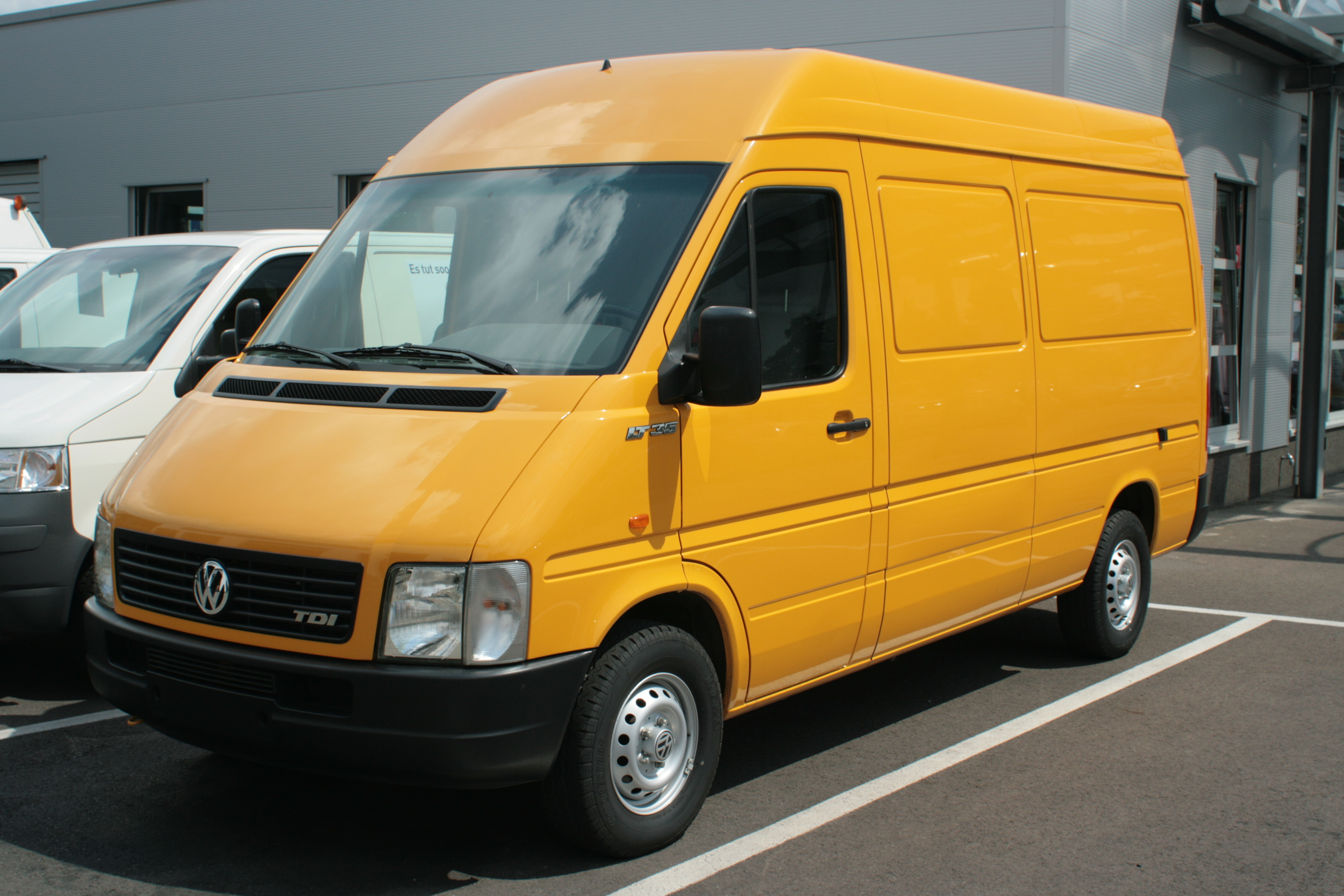
LT 35 Kastenwagen Hochdach, mittlerer Radstand
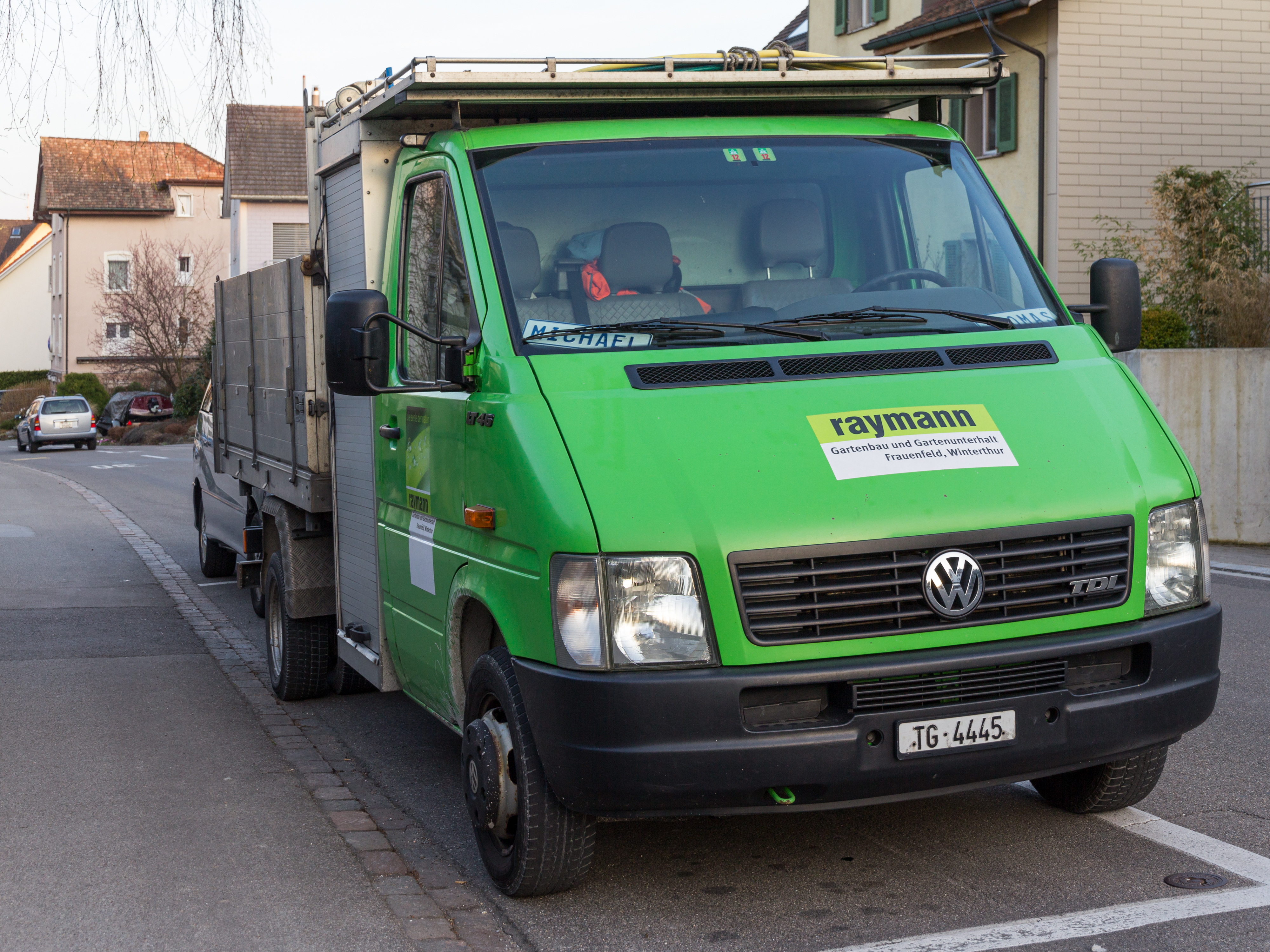
VW LT 46 eines Gartenbaubetriebs

### Motoren
Standard war ein Fünfzylinder-Dieselmotor mit Direkteinspritzung, 2,5 Liter Hubraum und elektronisch geregelter Verteiler-Einspritzpumpe ohne Aufladung, der als SDI bezeichnet wurde. Er leistete 55 kW (75 PS). Weitere Varianten waren die Turbodieselmotoren mit Direkteinspritzung TDI und einer Leistungsbandbreite von 61 kW (83 PS) bis 80 kW (109 PS). Ergänzend gab es einen Vierzylinder-Turbodieselmotor mit 2,8 Liter Hubraum, der von der Firma Motores MWM Brasil an VW geliefert wurde und 92 kW (125 PS) leistete (später 131 PS). Dieser wurde ab 2002 mit einer modernen Common-Rail-Einspritzung versehen und gewann dadurch an Laufkultur und Motorleistung (116 kW bzw. 158 PS). Zur Unterstützung der Motorkühlung wurde ein Lüfter mit Visco-Kupplung verwendet.
Seit der Einführung gab es auch einen 2,3-Liter-Ottomotor von Mercedes-Benz (Typ M 111 E 23) mit 105 kW (143 PS), der allerdings praktisch unverkäuflich war und somit später entfiel. Diese Variante war auch als einzige mit einem Automatikgetriebe kombinierbar. Die Motoren wurden längs eingebaut und gaben die Kraft über eine Einscheiben-Trockenkupplung an ein synchronisiertes Fünfganggetriebe ab.

### Versionen
Es gab den LT2 mit drei verschiedenen Radständen (3000 mm, 3550 mm und 4025 mm) sowie zwei unterschiedlichen Dachhöhen. Der längste Radstand ist gut an den gelben Seitenmarkierungsleuchten erkennbar. Aufbauvarianten waren Kasten, Kombi, Pritsche oder Fahrgestell mit Fahrerhaus bzw. Doppelkabine. Volkswagen bot auch ein Wohnmobil auf der Basis des LT2, in Zusammenarbeit mit Karmann-Mobil (Rheine bzw. später Sprendlingen), unter dem Namen Missouri an.

### Fahrwerk
Das Fahrwerk hatte zur Verkleinerung des Wendekreises vorn eine quer liegende Blattfeder und zwei Einrohr-Stoßdämpfer, hinten gab es zwei längs eingebaute Blattfedern. Motor und Getriebe übertrugen die Kraft auf die Hinterachse, die bei LT 46 mit Zwillingsbereifung versehen war. Diese war auch beim LT 35 als Sonderausstattung erhältlich. Die Zahnstangenlenkung war in allen Varianten mit Servounterstützung ausgestattet. Die Bremsanlage war an Vorder- und Hinterachse mit Scheibenbremsen versehen, die vorn und bei LT 46 auch hinten innenbelüftet waren. Die Feststellbremse wirkte auf die Hinterräder und bestand aus einer kleinen, in die hintere Bremsscheibe integrierten Trommelbremse. Entsprechend der Einsatzaufgabe gab es eine Vielzahl unterschiedlicher Achsübersetzungen. Ein Allradantrieb wurde, abweichend zum Vorgänger, nicht mehr angeboten.

### Technische Daten
|                             | 2.3                          | 2.5 SDI                    | 2.5 TDI                    | 2.5 TDI                    | 2.5 TDI                    | 2.5 TDI                     | 2.5 TDI                     | 2.8 TDI                     | 2.8 TDI                     | 2.8 TDI                      |
| --------------------------- | ---------------------------- | -------------------------- | -------------------------- | -------------------------- | -------------------------- | --------------------------- | --------------------------- | --------------------------- | --------------------------- | ---------------------------- |
| Bauzeitraum                 | 05/1996–11/2001              | 05/1996–04/2001            | 04/2001–07/2006            | 05/1999–05/2003            | 04/2001–07/2006            | 05/1996–05/1999             | 05/1999–07/2006             | 07/1997–12/1998             | 01/1999–01/2002             | 02/2002–07/2006              |
| Motorkenndaten              |                              |                            |                            |                            |                            |                             |                             |                             |                             |                              |
| Motortyp                    | R4-Ottomotor                 | R5-Dieselmotor             | R5-Dieselmotor             | R5-Dieselmotor             | R5-Dieselmotor             | R5-Dieselmotor              | R5-Dieselmotor              | R4-Dieselmotor              | R4-Dieselmotor              | R4-Dieselmotor               |
| Anzahl Ventile pro Zylinder | 4                            | 2                          | 2                          | 2                          | 2                          | 2                           | 2                           | 3                           | 3                           | 3                            |
| Ventilsteuerung             | DOHC, Kette                  | OHC, Zahnriemen            | OHC, Zahnriemen            | OHC, Zahnriemen            | OHC, Zahnriemen            | OHC, Zahnriemen             | OHC, Zahnriemen             | OHC, Zahnräder              | OHC, Zahnräder              | OHC, Zahnräder               |
| Gemischaufbereitung         | Saugrohreinspritzung         | Direkteinspritzung         | Direkteinspritzung         | Direkteinspritzung         | Direkteinspritzung         | Direkteinspritzung          | Direkteinspritzung          | Direkteinspritzung          | Direkteinspritzung          | Common-Rail-Einspritzung     |
| Motoraufladung              | —                            | —                          | Turbolader, Ladeluftkühler | Turbolader, Ladeluftkühler | Turbolader, Ladeluftkühler | Turbolader, Ladeluftkühler  | Turbolader, Ladeluftkühler  | Turbolader, Ladeluftkühler  | Turbolader, Ladeluftkühler  | Turbolader, Ladeluftkühler   |
| Kühlung                     | Wasserkühlung                | Wasserkühlung              | Wasserkühlung              | Wasserkühlung              | Wasserkühlung              | Wasserkühlung               | Wasserkühlung               | Wasserkühlung               | Wasserkühlung               | Wasserkühlung                |
| Motorenhersteller           | Mercedes-Benz                | Volkswagen                 | Volkswagen                 | Volkswagen                 | Volkswagen                 | Volkswagen                  | Volkswagen                  | Motores MWM Brasil          | Motores MWM Brasil          | Motores MWM Brasil           |
| Motorkennbuchstaben         | AGL                          | AGX                        | BBE                        | APA                        | BBF                        | AHD                         | ANJ, AVR                    | AGK                         | ATA                         | AUH, BCQ                     |
| Bohrung × Hub               | 90,9 × 88,4 mm               | 81,0 × 95,5 mm             | 81,0 × 95,5 mm             | 81,0 × 95,5 mm             | 81,0 × 95,5 mm             | 81,0 × 95,5 mm              | 81,0 × 95,5 mm              | 93,0 × 103,0 mm             | 93,0 × 103,0 mm             | 93,0 × 103,0 mm              |
| Hubraum                     | 2295 cm³                     | 2459 cm³                   | 2459 cm³                   | 2459 cm³                   | 2459 cm³                   | 2459 cm³                    | 2459 cm³                    | 2798 cm³                    | 2798 cm³                    | 2798 cm³                     |
| Verdichtungsverhältnis      | 8,8:1                        | 19,5:1                     | 19,5:1                     | 19,5:1                     | 19,5:1                     | 19,5:1                      | 19,5:1                      | 19,1:1                      | 19,1:1                      | 19,1:1                       |
| max. Leistung               | 105 kW (143 PS) bei 5000/min | 55 kW (75 PS) bei 3800/min | 61 kW (83 PS) bei 3500/min | 66 kW (90 PS) bei 3500/min | 70 kW (95 PS) bei 3500/min | 75 kW (102 PS) bei 3500/min | 80 kW (109 PS) bei 3500/min | 92 kW (125 PS) bei 3500/min | 96 kW (130 PS) bei 3500/min | 116 kW (158 PS) bei 3500/min |
| max. Drehmoment             | 210 Nm bei 4000/min          | 160 Nm bei 2000–2400/min   | 200 Nm bei 1500–2500/min   | 220 Nm bei 1800–2500/min   | 240 Nm bei 2200–2500/min   | 250 Nm bei 1900–2300/min    | 280 Nm bei 1900–2500/min    | 280 Nm bei 2200/min         | 300 Nm bei 2000–2500/min    | 331 Nm bei 2000–2500/min     |
| Kraftübertragung            |                              |                            |                            |                            |                            |                             |                             |                             |                             |                              |
| Antrieb                     | Hinterradantrieb             | Hinterradantrieb           | Hinterradantrieb           | Hinterradantrieb           | Hinterradantrieb           | Hinterradantrieb            | Hinterradantrieb            | Hinterradantrieb            | Hinterradantrieb            | Hinterradantrieb             |
| Getriebe, serienmäßig       | 5-Gang-Schaltgetriebe        | 5-Gang-Schaltgetriebe      | 5-Gang-Schaltgetriebe      | 5-Gang-Schaltgetriebe      | 5-Gang-Schaltgetriebe      | 5-Gang-Schaltgetriebe       | 5-Gang-Schaltgetriebe       | 5-Gang-Schaltgetriebe       | 5-Gang-Schaltgetriebe       | 5-Gang-Schaltgetriebe        |
| Getriebe, optional          | 4-Stufen-Automatikgetriebe   | —                          | —                          | —                          | —                          | —                           | —                           | —                           | —                           | —                            |
| Messwerte                   |                              |                            |                            |                            |                            |                             |                             |                             |                             |                              |
| Höchstgeschwindigkeit       | 143–157 km/h                 | 100–125 km/h               | 125–133 km/h               | 118–137 km/h               | 128–140 km/h               | 110–143 km/h                | 129–148 km/h                | 118–153 km/h                | 121–156 km/h                | 134–160 km/h                 |

## LT – Generation 3 – Crafter

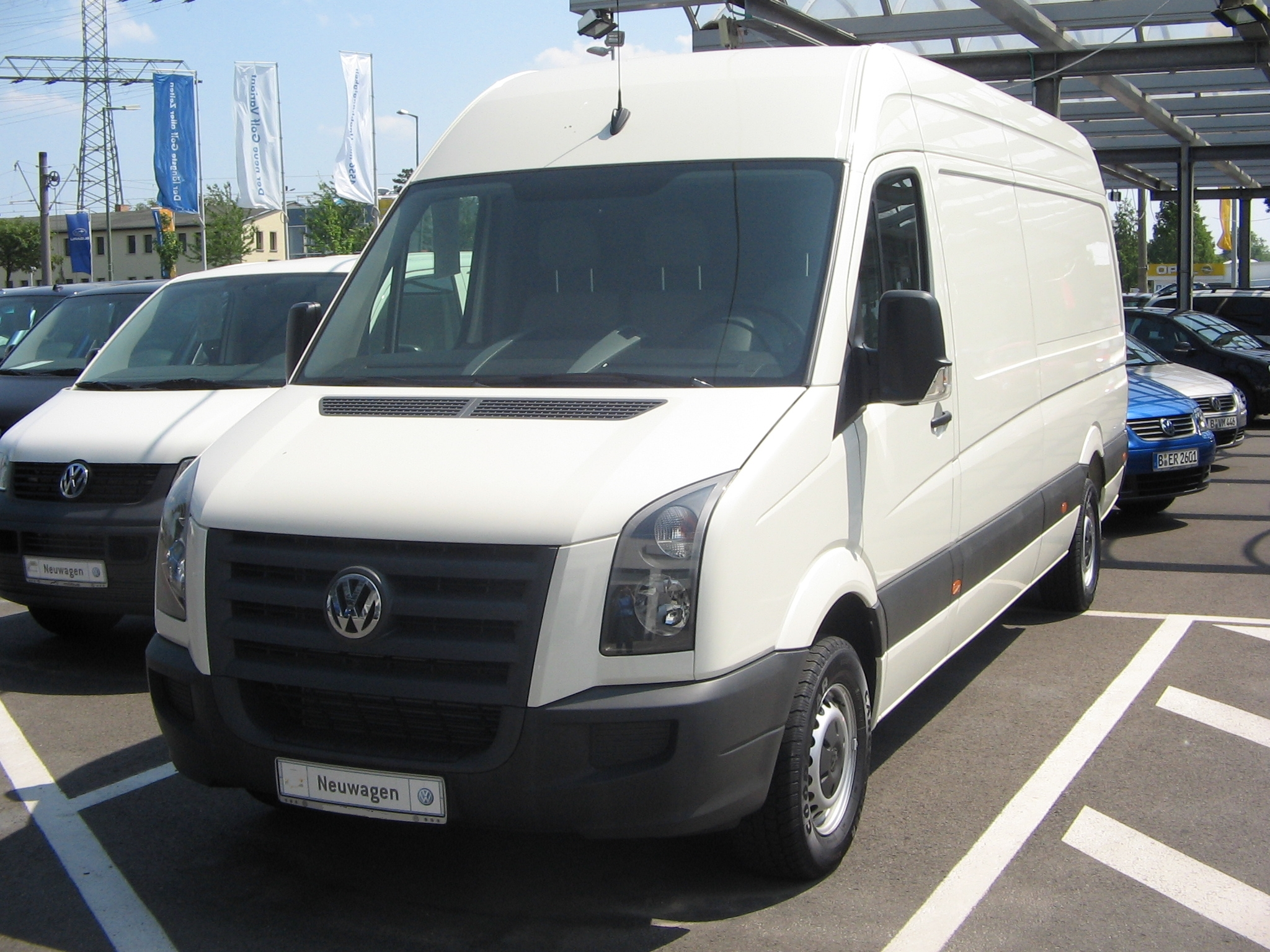
VW Crafter Kastenwagen

Auch die dritte Generation, von nun an nicht mehr LT, sondern Crafter genannt, ist nahezu baugleich mit dem Mercedes-Benz Sprinter. Sie unterscheidet sich vor allem durch den wuchtigen Kühlergrill deutlich vom Vorgänger. Als Antrieb dienen Fünfzylinder-Dieselmotoren mit Common-Rail-Einspritzanlage, Turbolader und Rußpartikelfilter. Der Crafter wurde in den Mercedes-Benz-Werken Düsseldorf und Ludwigsfelde zusammen mit dem Sprinter gebaut.